# Chevron B16
La Chevron B16 è una vettura da competizione realizzata dalla casa britannica Chevron nel 1969.

## Sviluppo
La vettura venne sviluppata dal team inglese per competere nel campionato europeo riservato alle vetture da corsa dotate di un propulsore 2 litri.

## Tecnica
Come propulsore il mezzo venne dotato di un Ford Cosworth FVC dalla potenza di 235 cv gestito da un cambio manuale Hewland FT200 a cinque marce, mentre il telaio era del tipo tubolare in configurazione spaceframe rinforzato con pannelli di duralluminio avvolto da una carrozzeria in fibra di vetro. Il design della carrozzeria venne curato da Jim Clark. Le sospensioni anteriori erano composte da doppi bracci trasversali, molle elicoidali coassiali con gli ammortizzatori e barre stabilizzatrici, mentre al posteriori erano composti da bracci trasversali invertiti, molle elicoidali, ammortizzatori e barra stabilizzatrice. L'impianto frenante era costituito da quattro freni a disco.

## Attività sportiva
La prima corsa in cui la B16 venne schierata fu la 500 km del Nürburgring del 1969, dove il pilota Brian Redman ottenne la vittoria assoluta. Grazie anche ad altre vittorie, la squadra inglese ottenne la vittoria nel campionato costruttori.